# Isla Umm al Maradim
Isla Umm al Maradim (en árabe: جزيرة ام المرادم), significa, Madre de cantos rodados, es una isla perteneciente al estado de Kuwait. Está situado entre Kuwait y las aguas territoriales de Arabia Saudita. La isla tiene 1,5 kilómetros de largo y 540 metros de ancho, lo que representa un área de aproximadamente 65 hectáreas. La isla es conocida por tener aguas profundas que la rodean, permitiendo ello, que los grandes barcos pueden anclar con seguridad.